# Warm Springs (Kalifornien)
Warm Springs ist ein Census-designated place im Riverside County im US-Bundesstaat Kalifornien. Das U.S. Census Bureau hat bei der Volkszählung 2020 eine Einwohnerzahl von 1.586 ermittelt.

## Geografie
Warm Springs liegt im Westen des Riverside Countys in Kalifornien, nördlich von Lake Elsinore und westlich von Canyon Lake. Bei Warm Springs treffen die Interstate 15 und die California State Route 74 aufeinander.
Mit einer Fläche von ungefähr 5,2 km², die sich vollständig aus Land zusammensetzt, beträgt die Bevölkerungsdichte 302 Einwohner pro Quadratkilometer. Das Ortszentrum liegt auf einer Höhe von 416 Metern.

## Politik
Warm Springs ist Teil des 28. Distrikts im Senat von Kalifornien, der momentan vom Demokraten Ted W. Lieu vertreten wird. In der California State Assembly ist der Ort dem 67. Distrikt zugeordnet und wird somit von der Republikanerin Melissa Melendez vertreten. Auf Bundesebene gehört Warm Springs Kaliforniens 42. Kongresswahlbezirk an, der einen Cook Partisan Voting Index von R+10 hat und vom Republikaner Ken Calvert vertreten wird.